# Kainuku Kapiriterangi Ariki
Kainuku Kapiriterangi Ariki est l'un des deux ariki en titre du vaka (tribu) de Takitumu sur l'île de Rarotonga (îles Cook). Investie le 6 mai 2006 au marae d'Orotuma, elle succède à Kainuku Mata Tekura Tau ka Pa Nia Ariki, décédée en juillet 2004 à Auckland. Cette succession est contestée par Maru Ben qui revendique le titre pour lui-même en tant que descendant de Kainuku Tamoko, ariki en titre durant l'époque missionnaire. Les missionnaires de la London Missionary Society avaient en effet demandé dans les années 1830 aux Ariki de l'île de choisir une de leurs femmes afin de l'épouser "chrétiennement" et d'abandonner les autres.  Selon la légende, Kainuku Tamoko ne pouvant se décider à faire un choix parmi ses six épouses, les missionnaires décidèrent de tirer au sort le nom de l'heureuse élue en dissimulant le nom de chacune des prétendantes sous un verre d'eau. Ils invitèrent ensuite à Kainuku Tamoko à boire l'un des verres, le nom de celle se trouvant sous le verre consommé devant être épousée. Le hasard tomba sur une certaine Tangiia, la fille de Manavaroa, un mataiapo de Takitumu. La succession des Kainuku s'est depuis transmise dans cette lignée à laquelle appartient Kainuku Kapiriterangi. Maru Ben descend quant à lui d'une autre épouse de Kainuku Tamoko et c'est à ce titre qu'il revendique la succession sous le nom de Kainuku Tamoko Maru Ben Ariki. Il semble néanmoins que cette affaire soit loin d'être réglée, les deux familles étant actuellement en procédure judiciaire, même si Kapiriterangi Tere reste officiellement l'Ariki en titre.